# Longizacla handschini
Longizacla handschini är en insektsart som först beskrevs av Lucien Chopard 1937.  Longizacla handschini ingår i släktet Longizacla och familjen syrsor. Inga underarter finns listade i Catalogue of Life.